# Cirey-lès-Mareilles
Cirey-lès-Mareilles é uma comuna francesa na região administrativa de Grande Leste, no departamento de Haute-Marne. Estende-se por uma área de 14,59 km². Em 2010 a comuna tinha 147 habitantes (densidade: 10,1 hab./km²).